# ایرینا لاریکوا (شناگر)
ایرینا لاریکوا (به انگلیسی: Irina Laricheva) (زادهٔ ۱۹۶۳) شناگر اهل شوروی است.